# ياشبال شارما
ياشبال شارما هو ممثل هندي، ولد في 1967 في الهند.

## أعمال

### أفلام
- (2001)  ذات مرة في الهند

## وصلات خارجية
- ياشبال شارما على موقع IMDb (الإنجليزية)
- ياشبال شارما على موقع قاعدة بيانات الفيلم (الإنجليزية)